# Kodak

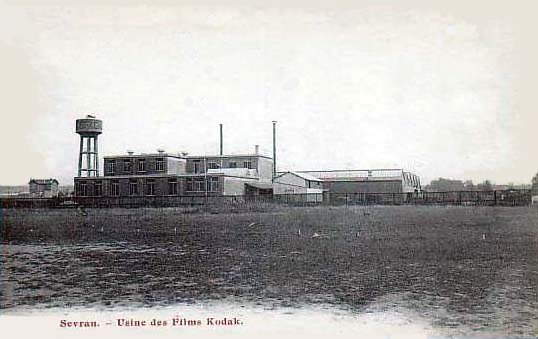
Sevran, Seine-Saint-Denis (Francie), 1900

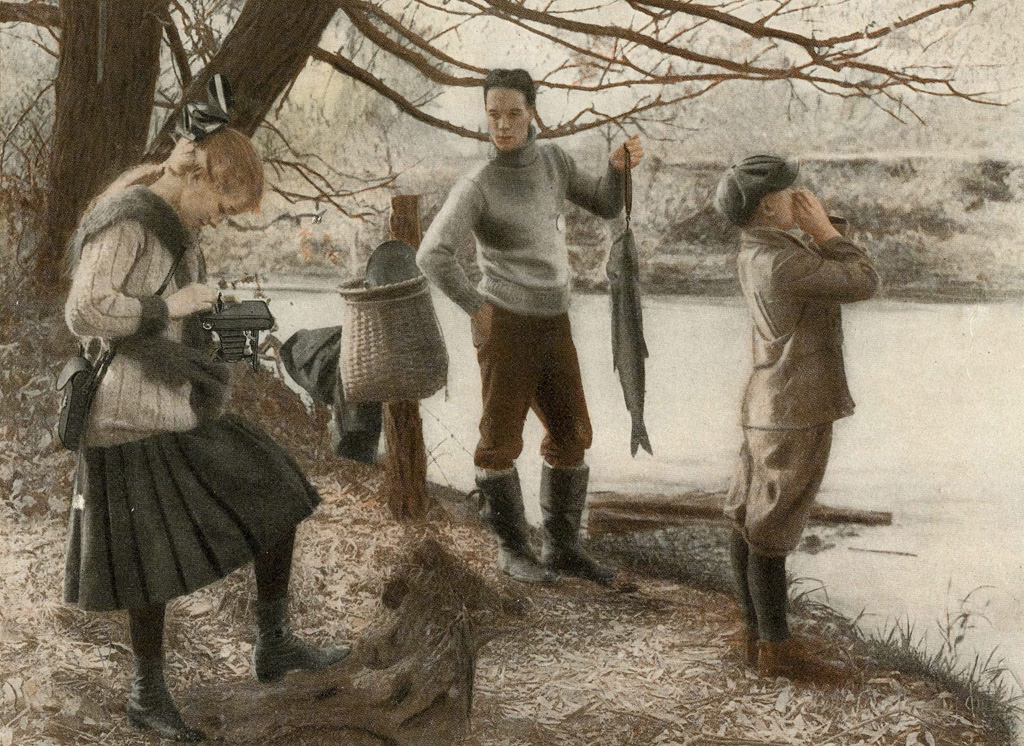
Dokažte to s Kodakem, dívka využívá možnosti autografického systému Kodak pořídit si poznámku kdy a kde snímek vznikl

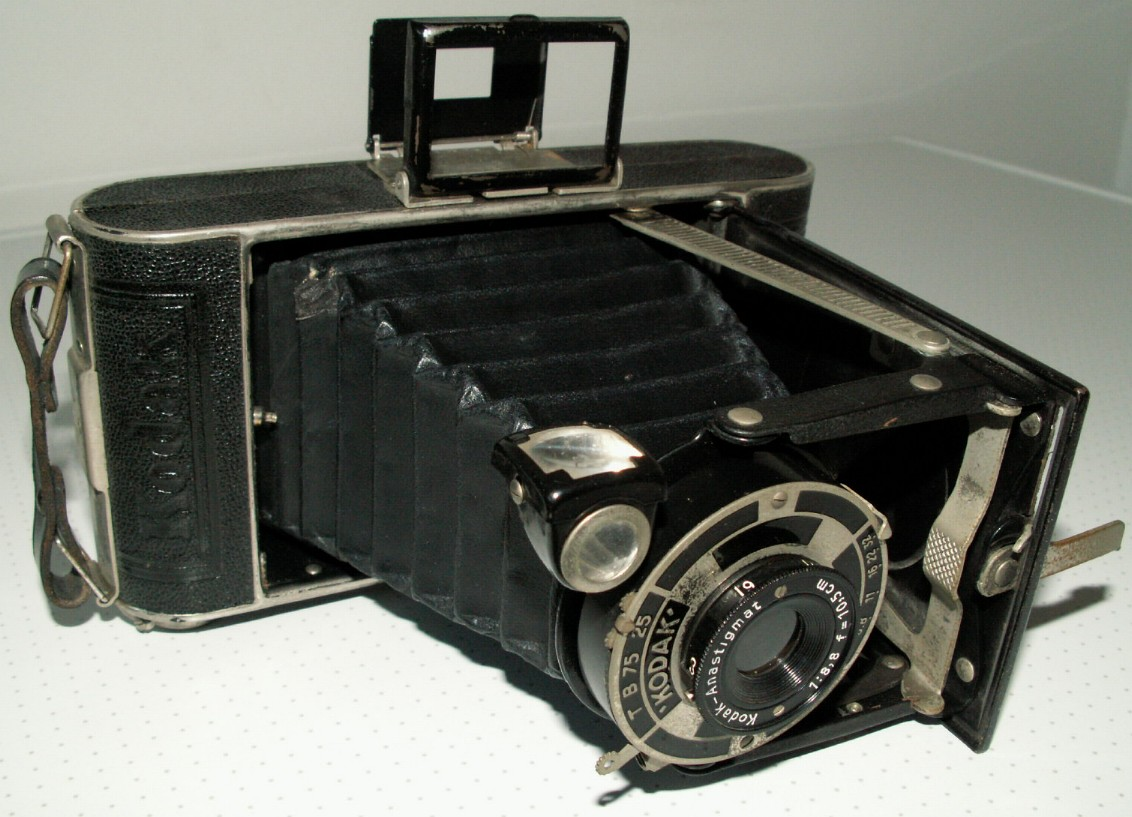
Kodak Junior 620

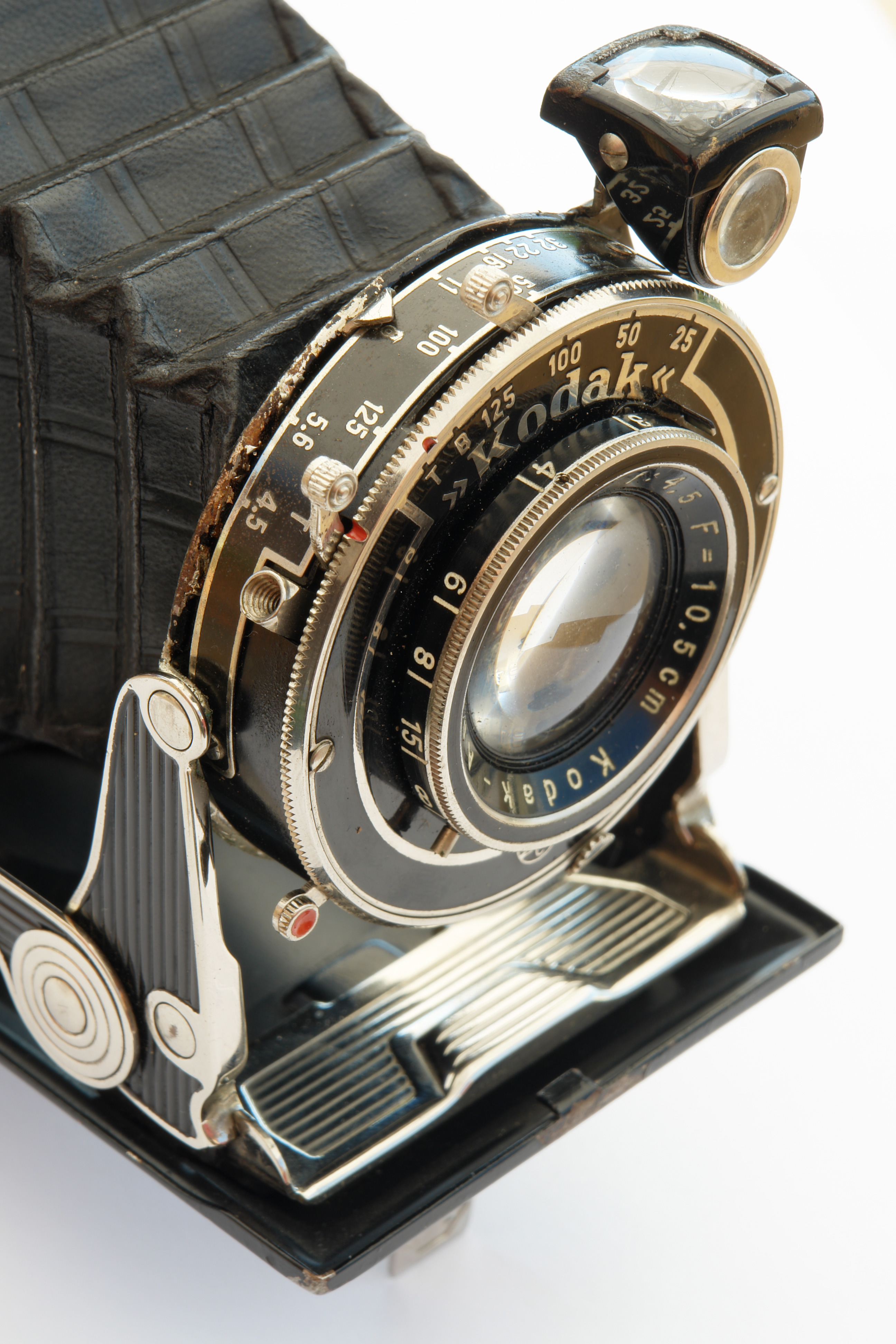
Kodak-Vollenda 620

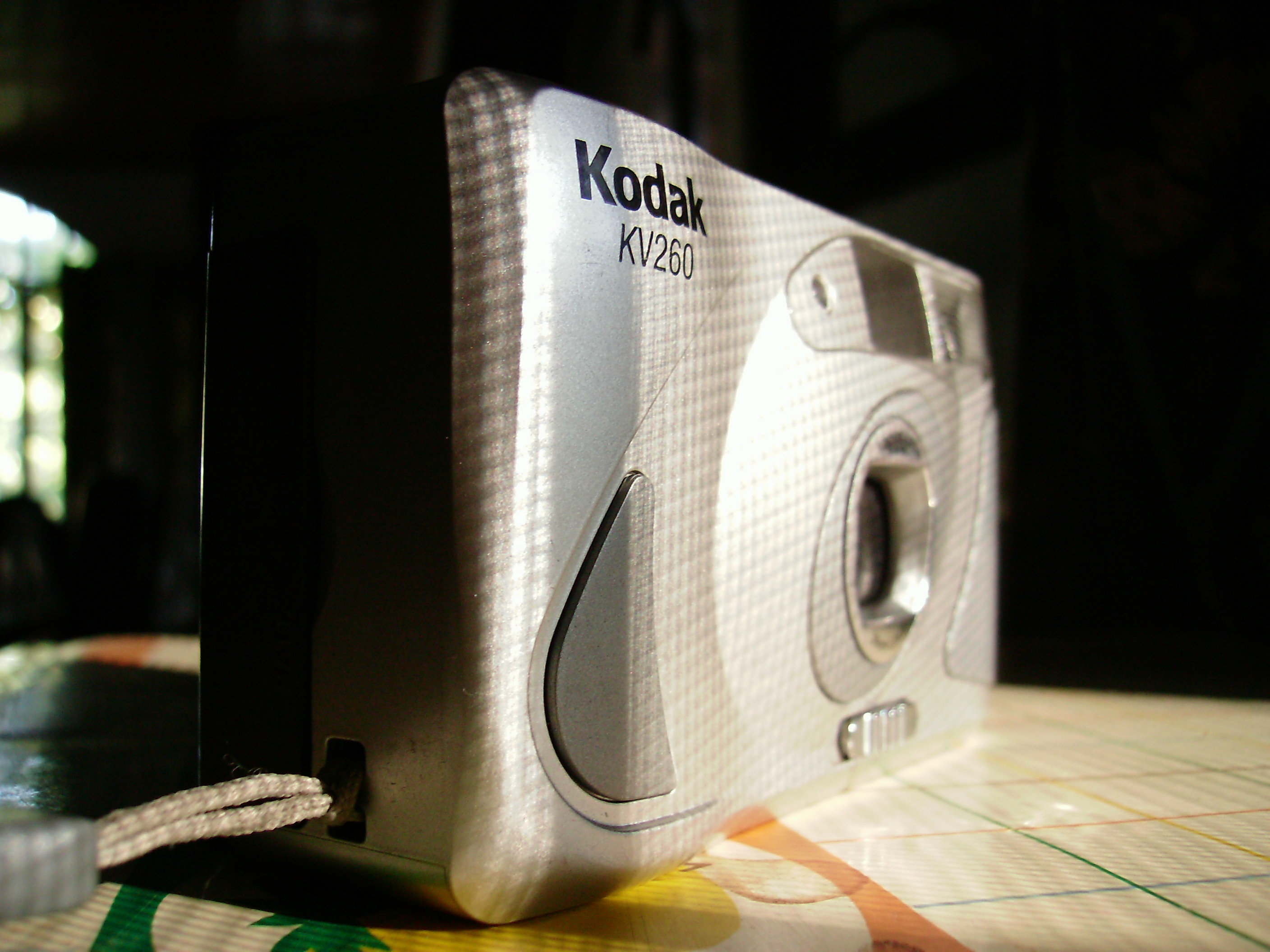
Kodak kv 260

Eastman Kodak Company je americká nadnárodní firma, specializující se na fotografické materiály a fotopříslušenství. Společnost byla populární především v době fotoaparátů používajících svitkový film. Po nástupu digitálních fotoaparátů se věnovala digitální fotografii a digitálnímu tisku. Od roku 1989 je firma držitelkou ceny Americké filmové akademie Oscar za dlouholetý přínos v oblasti rozvoje filmové technologie. Mimo jiné firma vynalezla přenosný fotoaparát a přinesla světu první fotografie z Měsíce.

## Historie
V roce 1881 založili vynálezce George Eastman a obchodník Henry Strong firmu Eastman Dry Plate Company. Kodak byl původně název výrobku této firmy – fotoaparátu na svitkový film. Protože byl tento produkt velice úspěšný, stal se později součástí názvu firmy. Značka Kodak byla registrována 4. září 1884, firma pod názvem Eastman Kodak Company byla oficiálně založena v roce 1892. Společnost Eastman Dry Plate Company byla významným výrobcem fotoaparátů pro neprofesionální použití. George Eastman také zavedl reklamní slogan You press the button, we do the rest. – Vy stisknete tlačítko, my zařídíme zbytek. Byl to téměř doslovný popis jimi nabízené služby. Přístroj byl vybaven svitkem filmového pásu na 100 fotografií. Lidé opravdu pouze stiskli tlačítko, poslali fotoaparát s nafoceným filmem zpět společnosti, která jim zpět zaslala fotoaparát spolu s vyvolanými fotografiemi.
V roce 1889 představila firma Kodak první celuloidový svitkový film a v roce 1896 byl vyroben 100 000. kus. V roce 1900 začala výroba fotoaparátu Kodak Brownie, který se prodával za pouhý jeden dolar (původní cena prvních fotoaparátů byla kolem 28 dolarů), byl proto velmi lehce přístupný.
V roce 1890 se na cestu z Evropy do Turkestánu ve stopách bývalé Hedvábné stezky vydal francouzský fotograf Paul Nadar a fotografoval navštívená místa. Po vzoru svého otce fotografoval ze vzduchu – z balónu, přičemž používal tehdy nový fotoaparát Kodak a brzy se stal zástupcem této firmy.
V roce 1936 firma odkoupila 27 patentů Karla Schinzela na např. barevnou fotografii za velmi nízkou cenu.
Společnost je zaregistrována v New Jersey, ale kancelářská budova se nachází v Rochesteru v New Yorku. Tam také od 70. let do roku 2007 provozovala tajnou podzemní laboratoř s jaderným reaktorem s 1,5 kg uranu obohaceného na 93,4 % bez ozbrojeného dozoru.
V roce 2025 společnost vydala prohlášení, ve kterém varovala své investory, že vedení společnosti má pochyby o tom, zda bude společnost moci v následujících letech pokračovat ve své činnosti.

## Jméno Kodak
Písmeno K bylo oblíbenou literou George Eastmana. Říkal: Vypadá silně a je to pronikavý druh písmene. George vymyslel Kodak spolu s matkou jako přesmyčku. Říkal, že zde byly tři základní podmínky jak vytvořit toto jméno. Má být krátké, dobře vyslovitelné, nemá se ničemu podobat a nemá být s ničím spojené.

## Produkty

### Spotřební inkoustové tiskárny a náplně
Kodak vstoupil do inkoustových tiskáren společně s firmou Lexmark, kdy v roce 1999 vydali „Osobní tiskárnu Kodak pro tvorbu fotografií“ s rozlišením 1200×1200 dpi, se sloty na CompactFlash a SmartMedia paměťové karty a s možností tisku bez počítače. Kodak v roce 2007 znovu vydal řadu inkoustových tiskáren, tzv. „All-in-one“ (AIO „Vše v jednom“) produktů, které obsahují skener, tiskárnu a kopírku. Kodak AIO tiskárny mají výrazně snížit náklady na tisk, a to až o 50 %.

### Termosublimační tiskárny
Známým produktem Kodaku je zejména tzv. Printerdock. Jedná se o fototiskárnu, založenou na principu termosublimačního tisku. Tiskárna je součástí Easyshare systému a poskytuje tak možnost zvláště majitelům fotoaparátů společnosti snadný tisk fotografií laboratorní kvality v domácích podmínkách pouhým umístěním fotoaparátu na tiskárnu pomocí technologie ImageLink a jedním tlačítkem vytisknout fotografie, dobít baterii nebo přenést snímky do počítače.

### Film
Kodak si do dnešní doby udržel pozici největšího dodavatele filmu jak pro amatérské, tak profesionální či filmařské použití na světě. Kodak rozšířil výrobu do dalších, fotografiím příbuzných oblastí (např. zdravotnictví) a stále pokračuje ve vedení v digitální fotografii a zobrazování, poskytující spotřební i profesionální produkty a online služby. Společnost Eastman Kodak od roku 1935 do 2009 vyráběla barevný reverzní film pod obchodní značkou Kodachrome. V současné době společnost vyrábí a dodává kinematografický 35mm a 16mm pod označením Kodak Vision. Někdy v roce 2004 představil Vision2 a kolem roku 2007 Vision3, který je vyhledávaným materiálem pro reklamy a mainstreamovou filmovou produkci a úspěšně konkuruje materiálům firmy Fujifilm. Vision vyrábí ve dvou hlavních citlivostech: 320D a 500T.

### Fotoaparáty na film
Dne 13. ledna 2004 Kodak oznámil ukončení výroby fotoaparátů na klasický film (kromě fotoaparátů na jedno použití) v USA, Kanadě a západní Evropě. Kodak předal výrobu značce Vivitar, po následující roky 2005 a 2006.

### Digitální fotorámečky
Kodak poprvé uvedl Kodak Smart Picture Frame v poslední čtvrtině roku 2000. Kodak Smart Picture Frame byl navržen společností Weave Innovations. Weave Innovations poskytovala vlastníkům fotorámečku službu Weave's StoryBox online photo network. Vlastníci se připojili pomocí vestavěného analogového telefonního připojení k síti StoryBox. Smart Pictute Frame byl naprogramován vždy ve 2 hodiny ráno připojit k síti a stáhnout nové obrázky. Další možností, jak načíst fotografie bylo možné přes port karet CompactFlash. Maloobchodní cena se tehdy pohybovala kolem 349 dolarů. V interní paměti bylo možné uchovat 36 obrázků a prodával se s šestiměsíční bezplatnou podporou služby StoryBox. Po vypršení lhůty se uživatel musel buď odpojit, nebo zaplatit poplatek 4,95 dolarů za měsíc pro dvě automatická a dvě manuální připojení nebo 9,95 dolarů pro čtyři automatická a čtyři manuální připojení. Kodak znovu spustil výrobu fotorámečků v roce 2007 kdy představil modely s úhlopříčkou od 8 do 11 palců, s vestavěnými sloty na paměťové karty nebo s wi-fi připojením ke Kodak Gallery.

### Digitální fotoaparáty
Většina dřívějších digitální fotoaparátů byla na navrhována a konstruována japonskou společností Chinon. V roce 2004 ji Kodak získal a většina techniků a designérů přešla do japonské pobočky Kodaku. V červenci 2006 Kodak oznámil, že vyrábět fotoaparáty a napomáhat v designu výrobků bude společnost Flextronics.